# Jesper Zuschlag
Jesper Zuschlag, född 20 juli 1987, är en dansk skådespelare.
Zuschlag har bland annat medverkat i TV-serien Bakom varje man. Han har även medverkat i filmerna Året jag slutade prestera och började onanera och Älskar dig tills vidare.

## Filmografi (i urval)
- 2022 – Älskar dig tills vidare
- 2022 – Året jag slutade prestera och började onanera
- 2024 – Bakom varje man (TV-serie)